# El Puig Vell
El Puig Vell és un edifici del municipi de Centelles (Osona) inclosa en l'Inventari del Patrimoni Arquitectònic de Catalunya.

## Descripció
És un casal de dimensions mitjanes amb teulada a dues vessants i orientada a Sud-est. Es troba al peu de Puigsagordi, prop del mas Giol. L'edifici és de planta rectangular amb planta baixa i dos pisos. La seva aparença és molt regular i harmònica.
A la façana principal i a la porta d'entrada hi ha una llinda datada de 1664. a la façana esquerra hi ha dos petits contraforts. Les cantoneres de l'edifici són de pedra treballada, així com la majoria de les finestres, de grans dimensions. La part dreta i posterior presenta un gran mur que conforma el corral.

## Història
Tot i la data que hem trobat a la porta (1664) no ha estat possible documentar el mas.